# 能登康之
能登 康之（のと やすひろ）は、日本のフィギュアスケート選手（アイスダンス、男子シングル）。パートナーは阿知波恵子。1970年、1971年全日本フィギュアスケート選手権優勝。1972年世界選手権代表。能登 康弘と表記する資料もある。北海道出身。 

## 経歴
1969年、阿知波恵子とカップルを組み、全日本ジュニア選手権で優勝。また、同大会の男子シングルでも優勝。
1970年、全日本選手権で優勝。1971年の全日本選手権で2連覇を果たし、1972年世界選手権に選出される。初出場となった世界選手権では16位に終わる。

## 主な戦績

### アイスダンス
| 大会/年              | 1969-70 | 1970-71 | 1971-72 |
| -------------------- | ------- | ------- | ------- |
| 世界選手権           |         |         | 16      |
| 全日本選手権         |         | 1       | 1       |
| 全日本ジュニア選手権 | 1       |         |         |

### 男子シングル
| 大会/年              | 1969-70 |
| -------------------- | ------- |
| 全日本ジュニア選手権 | 1       |